# Jaciments d'estany i el seu comerç en l'antiguitat

Mapa amb la ubicació coneguda dels jaciments d'estany explotats en l'antiguitat

L'estany és un metall essencial en la fabricació de bronze i la seua adquisició ha format part important de l'activitat humana en l'edat del bronze i cultures posteriors durant la història antiga. El seu ús comença a l'Orient Pròxim i als Balcans al voltant del 3000 ae. L'estany és un element relativament rar a l'escorça terrestre —amb unes 2 ppm (parts per milió), en comparació de les 50.000 ppm del ferro, les 70 ppm del coure, les 16 ppm del plom i les 5 ppm de l'arsènic; o amb les 0,1 ppm de l'argent i les 0,005 ppm de l'or (Valera i Valera, 2003, p. 10)—; les fonts antigues n'eren escasses, i el metall en general havia de ser objecte de comerç en distàncies molt llargues per cobrir la demanda de les zones que en mancaven de jaciments.
Les fonts conegudes d'estany explotades en l'antiguitat foren el cinturó d'estany del sud-est de la província de Yunnan, a la Xina, fins a la península de Malaca; Devon i Cornualla, a Anglaterra; Bretanya, a l'estat francés; la frontera entre Alemanya i la República Txeca, l'estat espanyol, Portugal i l'estat italià; Mesoamèrica i Sud-àfrica (Wertime, 979, p. 1 Muhly, 1979). Sembla que n'hi havia altres fonts menors a Iran, Síria i Egipte, però les evidències no hi són concloents.

## Primers usos

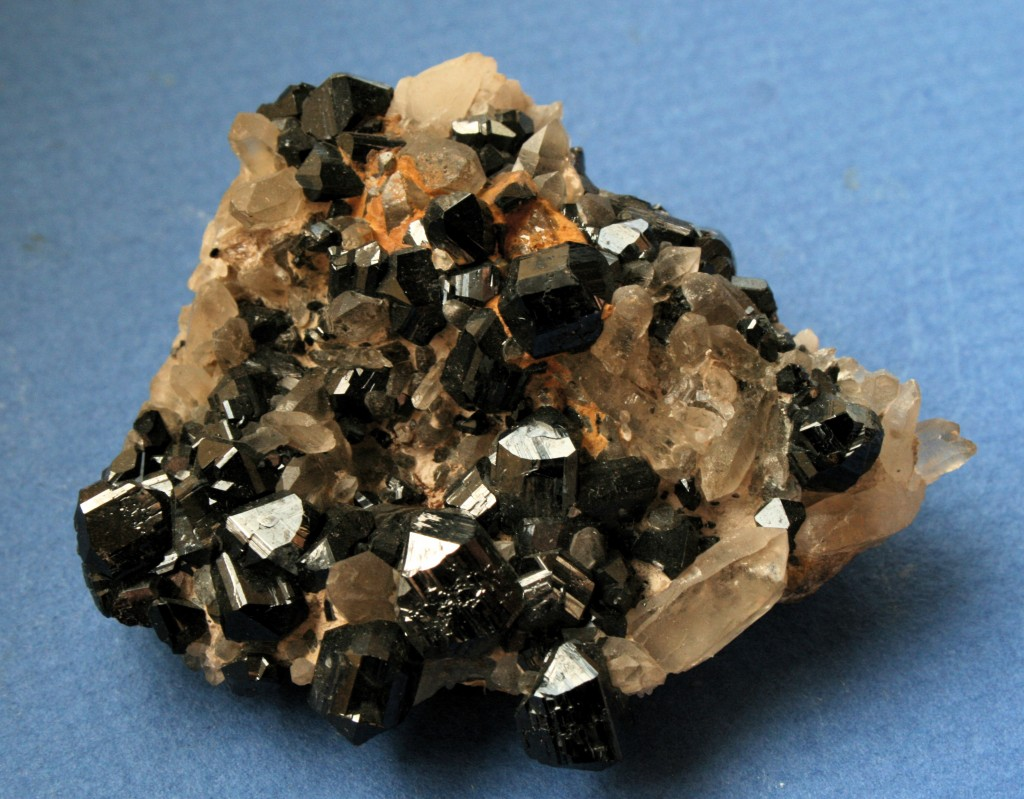
Cassiterita i cristalls de quars

L'extracció de l'estany i el seu ús es poden datar fins als inicis de l'edat del bronze, al voltant del 3000 ae, quan es va observar que els objectes de coure formats per menes polimetàl·liques tenien diferents propietats físiques (Cierny i Weisgerber, 2003, p. 23). Els primers objectes de bronze tenien un contingut d'estany o d'arsènic menor del 2%, i per això es creu que eren el resultat d'un aliatge no intencionat causat per les partícules metàl·liques contingudes en el mineral de coure (Penhallurick, 1986). L'addició d'un segon metall de coure n'augmentava la duresa, baixava la temperatura de fusió i millorava el procés de la fosa: produïa una massa fosa més fluida que en refredar es feia més densa i menys esponjosa (Penhallurick, 1986, pàgs. 4-5). Aquesta fou una important innovació que permeté formes molt més complexes en motles tancats de l'edat del bronze. Els objectes de bronze arsenical apareixen per primera volta a l'Orient Mitjà, on l'arsènic es troba comunament associat a menes de coure, tot i que els riscos per a la salut feren cercar a principis de l'edat del bronze fonts de minerals d'estany molt menys perilloses (Charles, 1979, p. 30). Això creà una demanda del rar estany metàl·lic i donà lloc a una xarxa comercial que unia els jaciments llunyans d'estany amb els mercats de les cultures de l'edat del bronze.
La cassiterita (SnO2), el principal òxid que forma l'estany, era la font més probable d'estany en l'antiguitat. Altres formes de minerals d'estany menys abundants foren alguns sulfurs, com l'estannita, que requereix un procés de fosa més complex. La cassiterita s'acumula sovint en canals al·luvials perquè és més dura, més pesada i més resistent químicament que el granit en el qual es forma típicament (Penhallurick, 1986). Aquests jaciments poden veure's a les ribes fluvials perquè la cassiterita sol ser negra, malva o d'un altre color fosc, una característica explotada pels primers cercadors de l'edat del bronze.

## Importància arqueològica
La importància del metall d'estany per a l'èxit de les cultures de l'edat del bronze i l'escassetat del recurs ofereixen una oportunitat per entrellucar el comerç i les interaccions culturals en aquest període. Alguns problemes han plagat l'estudi de l'estany antic, com les escasses restes arqueològiques de la mineria, la destrucció de les antigues mines per les modernes operacions mineres o la mala conservació dels objectes d'estany pur (per la malaltia de l'estany o pesta de l'estany). Aquests problemes s'agreugen per la dificultat de determinar la procedència geològica dels minerals dels objectes d'estany en utilitzar elements de traça o anàlisis d'isòtops. L'actual debat arqueològic té molt a veure amb els orígens d'estany en les cultures primerenques de l'edat del bronze de l'Orient Mitjà (Penhallurick, 1986; Cierny i Weisgerber, 2003; Dayton, 1971; Giumlia-Mair, 2003; Muhly 1985, 1979; Muhly, 1985).

## Jaciments antics

### Europa

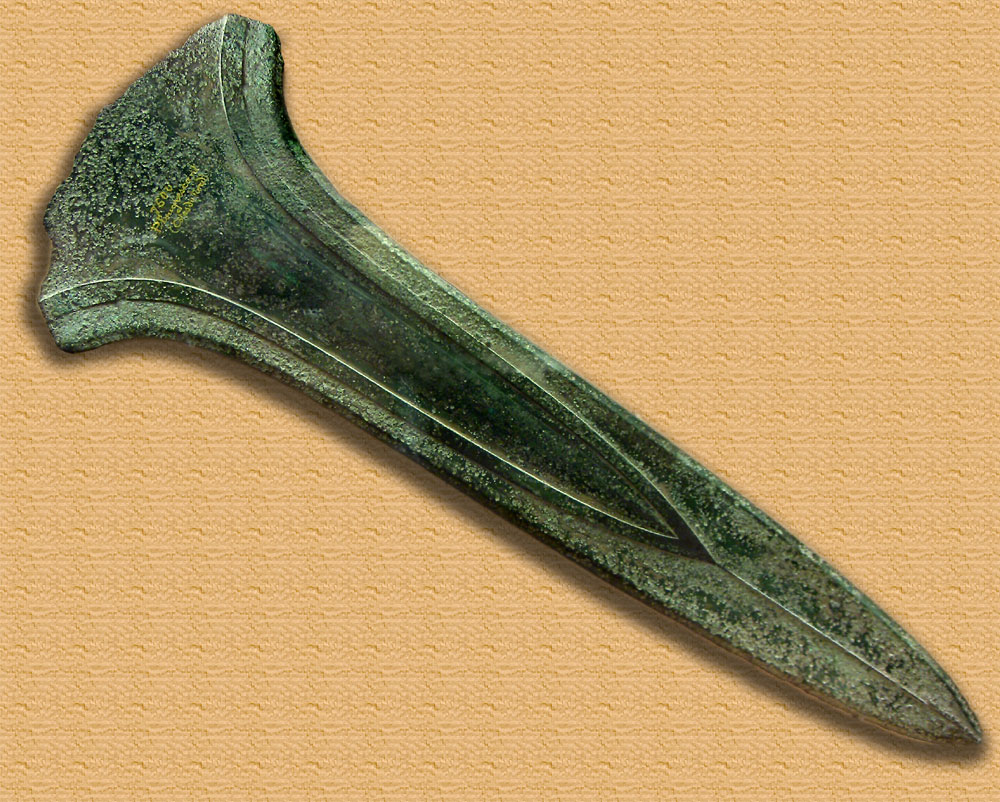
Punyal cerimonial gegant del tipus Plougrescant-Ommerschans, Plougrescant, estat francés, 1500-1300 ae

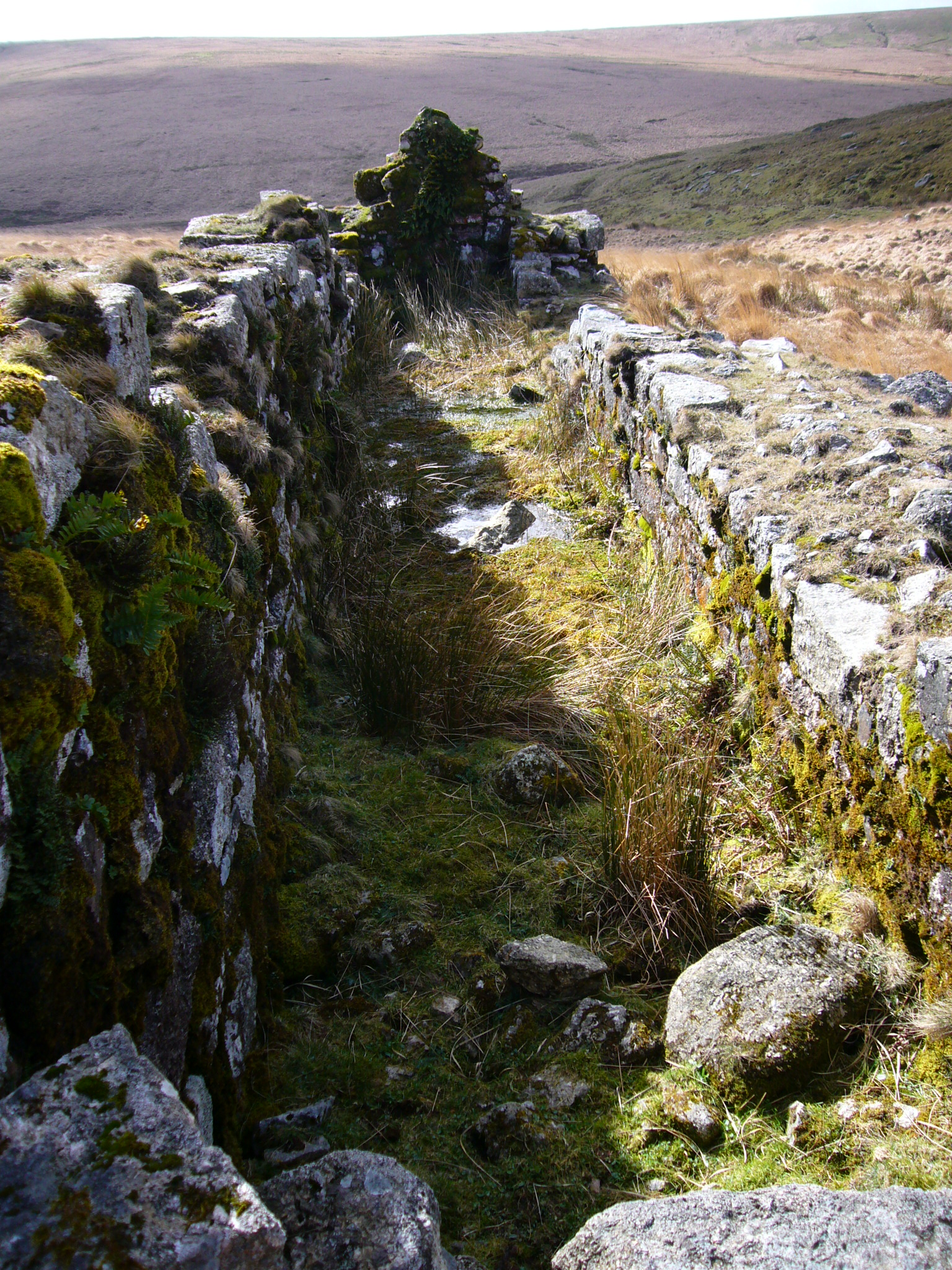
Fossat en una mina d'estany medieval a Dartmoor, Regne Unit

Europa té molt pocs jaciments d'estany i per això era molt important en temps antics importar-lo des dels districtes miners coneguts d'estany, principalment d'Erzgebirge, al llarg de la frontera entre Alemanya i la República Txeca, de la península Ibèrica, de Bretanya, a l'estat francés, i des de Devon i Cornualla, al sud-oest d'Anglaterra. Hi havia una altra font menor d'estany al mont Valeri, a la Toscana, explotada pels miners etruscs al voltant del 800 ae, però els mateixos etruscs es veien en la necessitat d'importar estany des del nord-oest de la península Ibèrica en aquesta època i després des de Cornualla.
L'estany es va extraure per primera vegada a Europa al 2500 ae a Erzgebirge, i el coneixement del bronze d'estany i de les tècniques d'extracció de l'estany arribaren fins a Bretanya i Cornualla, al voltant de l'any 2000 ae, i després des del nord-oest d'Europa fins al nord-oest de la península Ibèrica en la mateixa època.
Bretanya té grans fonts d'estany que demostren haver estat àmpliament explotades després de la conquesta romana de la Gàl·lia, del segle I ae en endavant. Bretanya continuà sent una important font d'estany durant tot el període medieval.
L'estany ibèric fou àmpliament comerciat per tota la Mediterrània durant l'edat del bronze, i molt explotat durant l'època romana, però aquests jaciments s'oblidaren en gran part al llarg de l'edat mitjana i els redescobriren al segle xviii i només foren importants durant la segona meitat del s. XIX.
La mineria de Devon i Cornualla fou una important font d'estany per a Europa i la Mediterrània en l'antiguitat, però només dominà el mercat durant la darrera època romana al segle III amb l'exhauriment de moltes mines d'estany ibèriques. Cornualla mantingué la seua importància com a font d'estany en tota l'edat mitjana i moderna.

### Àsia
Àsia Occidental té molt poc de mineral d'estany; els pocs jaciments que s'hi han trobat recentment són relativament petits per haver tingut un paper important durant la història antiga. És possible, però, que s'explotassen a l'inici de l'edat del bronze i que foren responsables del creixement de la primera tecnologia d'elaboració del bronze.
Malgrat que hi ha algunes fonts de cassiterita a Àsia central —a Uzbekistan, Tadjikistan i Afganistan— que semblen haver estat explotades des del 2000 ae, no hi ha acord entre els arqueòlegs sobre la seua importància per a les cultures més primerenques de l'edat del bronze de l'Orient Mitjà.
A l'Àsia del Nord els únics jaciments d'estany considerats explotables pels pobles antics són a la zona més a l'est de Sibèria. Aquestes fonts d'estany semblen haver estat explotades a l'estepa euroasiàtica pels pobles de la cultura Turbino de l'edat del bronze mitjà (1000 ae), així com per les cultures del nord de la Xina més o menys en la mateixa època.
Àsia oriental té petits jaciments de cassiterita al llarg del riu Groc, que foren explotats per la més primerenca cultura xinesa de l'edat del bronce, la cultura d'Erlitou, i per la dinastia Shang (2500 ae a 1800 ae). Però els jaciments més rics de l'àrea i del món són al sud-est d'Àsia. Els jaciments de Yunnan començaren a explotar-se al 700 ae, però en temps de la dinastia Han ja eren la principal font d'estany de la Xina segons els texts històrics de la dinastia Jin, Tang i Song. Altres cultures del Sud-est asiàtic explotaren els recursos de cassiterita en entre el III i II mil·lenni ae, però se sap poc d'aquest ús.
L'estany s'utilitzà al subcontinent indi a partir de la segona meitat del mil·lenni II ae, és a dir, entre 1500 ae i 1000 ae. Tot i que l'Índia té alguns petits jaciments dispersos d'estany, no en foren una font d'estany important per a les cultures de l'edat del bronze, com demostra la seua dependència de l'estany importat.

### Àfrica
Tot i que se sap que hi ha a l'Àfrica central i del Sud riques vetes d'estany, no se sap del cert si s'empraren en l'antiguitat. La cultura bantu de Zimbàbue, però, va explotar mines, i va fondre i comercialitzar estany entre els s. XI i XV.

### Amèrica
Hi ha jaciments d'estany en molts indrets d'Amèrica del Sud, amb jaciments menors al sud de Perú, a Colòmbia i Brasil i al nord-oest de l'Argentina, i grans jaciments de cassiterita explotables al nord de Bolívia. Aquests jaciments ja eren explotats l'any 1000 per a la fabricació de bronze d'estany per les civilitzacions andines, incloent-hi la posterior cultura inca que considerava el bronze d'estany com a "aliatge imperial". A Amèrica del Nord, l'única font coneguda explotable d'estany en l'antiguitat és a Zacatecas, al nord de Mèxic, que subministrava als pobles occidentals mexicans prou d'estany per a produir bronze.

### Austràlia
El cinyell d'estany del sud-est d'Àsia s'estén fins a Tasmània, però els metalls no s'explotaren a Austràlia fins a l'arribada dels europeus al s. XVIII.

## Comerç antic
Per la dispersió dels jaciments d'estany al món i el seu caràcter essencial per a la creació de bronze d'estany, el seu comerç tingué un paper important en el desenvolupament de les cultures en l'antiguitat. Els arqueòlegs han reconstruït parts de les extenses xarxes comercials de les cultures de l'edat del bronze fins als temps moderns, fent servir texts històrics, excavacions arqueològiques i anàlisis dels elements traça i isòtops de plom per a determinar l'origen dels objectes d'estany.

### Mediterrània

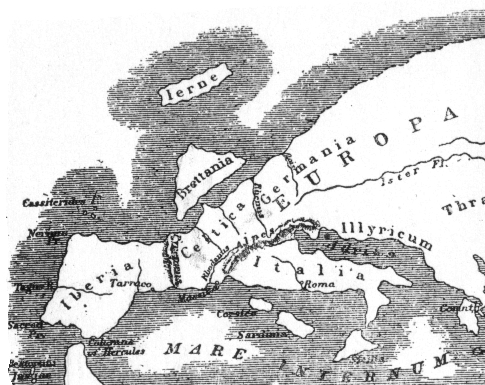
Mapa d'Europa basat en la Geografia d'Estrabó, que mostra les Cassitèrides a la punta nord-oest d'Ibèria

Les primeres fonts d'estany de l'edat del bronze primerenca a l'Orient Mitjà encara es desconeixen i són un tema de molt de debat en arqueologia. Les possibilitats inclouen l'existència de fonts menys importants, ara exhaurides a l'Orient Mitjà, el comerç des de l'Àsia central, des de l'Àfrica Subsahariana, Europa o altres llocs.
Ja al 2500 ae, Erzgebirge havia començat a exportar estany, per la ben establerta ruta comercial bàltica de l'ambre per a subministrar-ne a Escandinàvia i la Mediterrània. L'any 2000 ae havia començat l'extracció d'estany a Anglaterra, França i península Ibèrica. Evidències d'aquest comerç de l'estany a la Mediterrània es veuen en una sèrie de naufragis de l'edat del bronze que contenien lingots d'estany, com el d'Uluburun enfront de la costa turca, del 1300 ae, que portava més de 300 barres de coure de 10 tones, i prop de 40 barres d'estany que pesaven una tona. Tot i que a Sardenya no sembla haver tingut fonts importants d'estany, sí que era rica en coure i altres minerals i fou un important centre comercial de metalls durant l'edat del bronze i degué importar estany des de la península Ibèrica per a exportar-lo a la resta de la Mediterrània.
En temps de la Grècia clàssica, les fonts d'estany es coneixen millor. Grècia i la Mediterrània occidental semblen haver comerciat l'estany des de fonts europees, mentre que l'Orient Mitjà n'adquirí el seu de fonts de l'Àsia central per la ruta de la Seda. En l'edat del ferro, Grècia tenia accés a l'estany d'Ibèria pels fenicis que hi comerciaven; al d'Erzgebirge per la ruta de l'Ambre; i al de Bretanya i Cornualla per rutes terrestres des de la seua colònia en Massalia (hui Marsella), creada al segle VI ae. L'any 450 ae, Heròdot descrigué com arribava l'estany procedent de les illes del nord d'Europa anomenades Cassitèrides, seguint les fronteres extremes del món, i això suggereix un comerç de molta distància, segurament des de Gran Bretanya, el nord-oest d'Ibèria, o de Bretanya.
El món romà primerenc es proveïa principalment amb estany procedent de les províncies sotmeses de Gal·lècia i Lusitània i, en menor mesura, des de la Toscana. Plini el Vell esmenta que en el 80 ae un decret senatorial detingué tota activitat minera a la península Itàlica, per augmentar la dependència romana de l'estany de Bretanya, Ibèria i Cornualla. Després de la conquesta romana de la Gàl·lia, els jaciments d'estany de Bretanya intensificaren l'explotació a partir del segle I ae (Penhallurick, 1986, pàgs. 86-91). Amb l'exhauriment de les mines d'estany ibèriques, Cornualla esdevingué un important proveïdor d'estany dels romans a partir del segle III (Gerrard, 2000).
Durant el període medieval, la demanda d'estany augmentà a mesura que va anar adquirint popularitat. Bretanya i Cornualla en continuaren sent els principals productors i exportadors en tota la Mediterrària fins a l'època moderna (Gerrard, 2000).

### Àsia
El desenvolupament de la tecnologia del bronze de l'Orient Mitjà s'estengué per Àsia central via les estepes d'Euràsia, i amb l'estany arribà el coneixement i la tecnologia per a la seua prospecció i extracció. Cap a l'any 2000 a 1500 ae, a l'Uzbekistan, Afganistan i Tadjikistan semblen haver-se explotat jaciments d'estany, portant recursos a l'est i a l'oest seguint la que després serà la ruta de la Seda que creuava tot l'Àsia central. Aquesta xarxa comercial devia seguir una ruta comercial ja existent que comerciava el lapislàtzuli, una preuada pedra semipreciosa de color blau, i altres objectes, com els gots decorats amb turqueses de l'Àsia central que s'han trobat en indrets tan a l'oest com Egipte i que daten del mateix període.
A la Xina, l'estany primerenc s'extreia al llarg del riu Groc en temps d'Erlitou i Shang, entre el 2500 i el 1800 ae. En època dels Han i després, la Xina l'importava del que hui és la província de Yunnan, que s'ha mantingut com a font principal de l'estany xinés fins ara.
És poc probable que l'estany del sud-est asiàtic, procedent d'Indoxina, es comerciàs àmpliament per tot el món en l'antiguitat: l'àrea només era oberta als comerciants indis, musulmans i europeus cap a l'any 800.
El comerç romà a l'Índia és conegut pels texts històrics, com Naturalis Història de Plini (llibre VI, 26), en què s'esmenta l'estany com un dels recursos que s'exportaven de Roma al sud d'Aràbia, Somàlia i l'Índia.